# Bistum Kurnool
Das Bistum Kurnool (lateinisch Dioecesis Kurnoolensis) ist eine in Indien gelegene römisch-katholische Diözese mit Sitz in Kurnool.

## Geschichte
Das Bistum Kurnool wurde am 12. Juni 1967 durch Papst Paul VI. mit der Apostolischen Konstitution Munus apostolicum aus Gebietsabtretungen des Bistums Nellore errichtet und dem Erzbistum Hyderabad als Suffraganbistum unterstellt.

## Territorium
Das Bistum Kurnool umfasst die Distrikte Anantapur und Kurnool im Bundesstaat Andhra Pradesh.

## Bischöfe von Kurnool
- Joseph Rajappa, 1967–1988, dann Bischof von Khammam
- Mathew Cheriankunnel PIME, 1988–1991
- Johannes Gorantla, 1993–2007
- Anthony Poola, 2008–2020, dann Erzbischof von Hyderabad
- Johannes Gorantla OCD, seit 2024